# Slag bij Utica
De Slag bij Utica was een van de veldslagen die tussen de aanhangers van Julius Caesar (de populares) en Pompeius (de optimates) werden gevoerd tijdens de burgeroorlog tussen Pompeius en Caesar. De veldslag tussen Caesars generaal Scribonius Curio en de troepen van Attius Varus vond plaats in augustus 49 v.Chr. bij de stad Utica.

## Curio's aankomst en eerste schermutselingen
Caesar had Curio met drie legioenen naar Sicilië gestuurd. Toen Curio op Sicilië landde was Pompeius' medestander Cato reeds gevlucht naar Africa, zodat Sicilië zonder gevecht in handen van Caesar kwam. Curio voer daarop in opdracht van Caesar met twee legioenen en 500 ruiters naar Africa om de graantoevoer naar Rome veilig te stellen. Hij trok naar Utica, waar Attius Varus net buiten de stad zijn kamp had ingericht. Bij het eerste gevecht tussen Curio's cavalerie en de Numidische ruiters van Pompeius' bondgenoot Juba I verloren de Numidiërs 120 man. De volgende dag wist Curio door Juba gestuurde Numidische versterkingen op weg naar Utica te overvallen, waarbij een groot aantal voetsoldaten werd gedood. Die nacht liepen twee centurio's en 22 soldaten van Curio over naar Attius Varus. De dag daarop probeerden zij anderen over te halen ook naar hun zijde over te lopen, maar Curio wist met een gloedvolle toespraak zijn mannen aan zich te binden.

## De slag bij Utica
Weer een dag later trokken de legers tegen elkaar op: nadat Curio's cavalerie de vijandige ruiters had verjaagd en zijn legionairs Varus' lichte cavalerie had vernietigd, zette Curio de aanval in. De Pompeianen sloegen op de vlucht en verloren zo'n 600 man voordat ze hun kampement bereiken konden. Curio verloor slecht één man. De dag daarop begon Curio met de belegering van Utica. Nadat hij bericht kreeg van een groot door Juba gestuurd ontzettingsleger, trok Curio zich terug.
Nog in diezelfde maand zou Curio sneuvelen in de Slag bij de Bagradas.
Oorlogen van de Romeinse Republiek
· Romeins-Etruskische Oorlogen
· Romeins-Aequische Oorlogen
· Latijnse Oorlog
· Romeins-Hernicische Oorlogen
· Romeins-Volscische Oorlogen
· Samnitische oorlogen (Eerste, Tweede, Derde)
· Pyrrhische Oorlog
· Punische oorlogen (Eerste, Tweede, Derde)
· Illyrische Oorlogen (Eerste, Tweede, Derde)
· Macedonische Oorlogen (Eerste, Tweede, Derde, Vierde)
· Romeins-Seleucidische Oorlog
· Aetolische Oorlog
· Galatische Oorlog
· Romeinse Verovering van Hispania (Eerste Celtiberische Oorlog, Lusitanische Oorlog, Numantische Oorlog, Sertorische Oorlog, Cantabrische Oorlogen)
· Achaeïsche Oorlog
· Oorlog tegen Jugurtha
· Cimbrische Oorlog
· Servilische Oorlogen (Eerste, Tweede, Derde)
· Bondgenotenoorlog
· Sulla's Burgeroorlogen (Eerste, Tweede)
· Mithridatische oorlogen (Eerste, Tweede, Derde)
· Gallische Oorlog
· Romeinse expedities naar Britannia
· Burgeroorlog tussen Pompeius en Caesar
· Einde van de Republiek (Slag bij Mutina, Burgeroorlog tegen Brutus en Cassius, Siciliaanse Opstand, Perusiaanse Oorlog, Burgeroorlog tussen Antonius en Octavianus)
Oorlogen van het Romeinse Keizerrijk
· Germaanse Oorlogen (Teutoburgerwoud, Marcomannenoorlog, Alemannische Oorlogen, Gotische Oorlog, Visigotische Oorlogen)
· Romeinse verovering van Britannia
· Boudicca
· Armenische Oorlog
· Vierkeizerjaar
· Joodse Oorlog
· Romeins-Parthische Oorlog
· Romeins-Perzische oorlogen
· Burgeroorlogen van de derde eeuw
. Gotische oorlog (376-382)
. Gotische opstand van Alarik I
. Gildonische opstand
. Gotische oorlog (402-403)
. Pictische oorlog van Stilicho
. Oorlog van Heraclianus
. Oorlog van Radegaisus
. Rijnoversteek
. Romeinse Burgeroorlog 427-429
· Val van het West-Romeinse Rijk